# Trichomalus
Trichomalus is een geslacht van vliesvleugeligen uit de familie Pteromalidae. De wetenschappelijke naam van dit geslacht is voor het eerst geldig gepubliceerd in 1878 door Carl Gustaf Thomson.

## Soorten
Het geslacht Trichomalus omvat de volgende soorten:
- Trichomalus acraea (Walker, 1839)
- Trichomalus acuminatus Delucchi & Graham, 1956
- Trichomalus aglaus (Walker, 1845)
- Trichomalus alonsoi Nieves-Aldrey & Garrido, 1994
- Trichomalus alopius (Walker, 1848)
- Trichomalus althaeae (Erdös, 1953)
- Trichomalus amphimedon (Walker, 1839)
- Trichomalus annulatus (Förster, 1841)
- Trichomalus apertus (Walker, 1835)
- Trichomalus automedon (Walker, 1839)
- Trichomalus bracteatus (Walker, 1835)
- Trichomalus campestris (Walker, 1834)
- Trichomalus cardui (Masi, 1954)
- Trichomalus cerpheres (Walker, 1839)
- Trichomalus cinctus (Förster, 1841)
- Trichomalus conifer (Walker, 1836)
- Trichomalus consuetus (Walker, 1872)
- Trichomalus coryphe (Walker, 1839)
- Trichomalus cristatus (Förster, 1841)
- Trichomalus cupreus Delucchi & Graham, 1956
- Trichomalus curtus (Walker, 1835)
- Trichomalus daimenes (Walker, 1839)
- Trichomalus deiphon (Walker, 1843)
- Trichomalus deudorix (Walker, 1839)
- Trichomalus elongatus Delucchi & Graham, 1956
- Trichomalus eurypon (Walker, 1847)
- Trichomalus exquisitus (Förster, 1841)
- Trichomalus flagellaris Graham, 1969
- Trichomalus frontalis (Thomson, 1878)
- Trichomalus fulgidus (Förster, 1841)
- Trichomalus fulvipes (Walker, 1836)
- Trichomalus generalis (Förster, 1841)
- Trichomalus germanus (Dalla Torre, 1898)
- Trichomalus glabellus (Förster, 1841)
- Trichomalus gracilicornis (Zetterstedt, 1838)
- Trichomalus gynetelus (Walker, 1835)
- Trichomalus habis (Walker, 1843)
- Trichomalus helvipes (Walker, 1834)
- Trichomalus hesperocharidis Brèthes, 1920
- Trichomalus hippo (Walker, 1839)
- Trichomalus inscitus (Walker, 1835)
- Trichomalus intestinarius (Förster, 1841)
- Trichomalus kannurensis Sureshan & Narendran, 1995
- Trichomalus keralensis Sureshan, 2002
- Trichomalus lepidus (Förster, 1841)
- Trichomalus lonchaeae Boucek, 1959
- Trichomalus lucidus (Walker, 1835)
- Trichomalus nanus (Walker, 1836)
- Trichomalus norvegicus Hedqvist, 1982
- Trichomalus notabilis (Förster, 1841)
- Trichomalus obsessorius (Förster, 1841)
- Trichomalus oxygyne Graham, 1969
- Trichomalus palustris Erdös, 1957
- Trichomalus perfectus (Walker, 1835)
- Trichomalus pexatus (Walker, 1835)
- Trichomalus pherospilus Dzhanokmen, 1975
- Trichomalus pilosus (Ratzeburg, 1844)
- Trichomalus placidus (Walker, 1834)
- Trichomalus posticus (Walker, 1834)
- Trichomalus repandus (Walker, 1835)
- Trichomalus robustus (Walker, 1835)
- Trichomalus rufinus (Walker, 1835)
- Trichomalus rugosus Delucchi & Graham, 1956
- Trichomalus rusticus (Walker, 1836)
- Trichomalus saptine (Walker, 1839)
- Trichomalus statutus (Förster, 1841)
- Trichomalus sufflatus Delucchi, 1962
- Trichomalus tamaricicola Dzhanokmen, 2008
- Trichomalus tenellus (Walker, 1834)
- Trichomalus xanthe (Walker, 1845)